# N806 (België)
De N806 is een gewestweg in de Belgische provincie Luxemburg. De route verbindt Bomal (N831) met Manhay (N30 N651). De route heeft een lengte van ongeveer 19 kilometer en bestaat uit twee rijstroken voor beide rijrichtingen samen. Bij treinstation Bomal wordt de spoorlijn 43 met een overweg en de rivier Ourthe gekruist.